# هنریک هلم (بازیگر)
هنریک هولم (بوکمل: Henrik Holm؛ زادهٔ ۱۲ سپتامبر ۱۹۹۵) هنرپیشه اهل نروژ است.
از فیلم‌ها یا برنامه‌های تلویزیونی که وی در آن نقش داشته‌است می‌توان به فصل سوم و چهارم شرم (به نروژی: Skam) در نقش اون بک نیشیم (به نروژی: Even Bech Næsheim) اشاره کرد که به خاطر آن همراه تاری‌یه سندویک مو برنده جایزه گولروتن (به نروژی: Gullruten) شد. او همچنین در سریال کوتاه 8 قسمتیهٔ دیگر در 2013 به نام نابرادری (به نروژی: Halvbroren) در نقش پِدِر اونگدوم (به نروژی: Peder Ungdom) نیز ایفای نقش کرده. او هم‌اکنون با مادر، پدر و برادرش مشغول ادارهٔ یک کافه به نام اِت بورد (به نروژی: Et bord) در اسلو هستند و طرفداران به راحتی به آنجا رفته و با او دیدار دارند! دوست دختر او نیز لی مِیِر (به نروژی Lea Meyer) نام دارد، که مدلی چندان معروف است.